# Parque Urbano da Pasteleira
O Parque Urbano da Pasteleira é um parque público localizado na freguesia de Lordelo do Ouro, na cidade do Porto, em Portugal.
Estende-se por uma extensa área (7 hectares) de mata, dividido em duas parcelas pela rua de Afonso de Paiva, ligadas por três pontões em madeira. A mata, exemplo que resta da vegetação natural da área do Porto é constituída essencialmente por pinheiros bravos e sobreiros, sendo que se prevê também o enriquecimento da vegetação pela plantação de árvores e arbustos da flora portuguesa e também espécies exóticas.
O parque é enquadrado pelas ruas de Diogo Botelho, Gomes Eanes de Azurara e de Bartolomeu Velho.
Em 2009 foi criada uma ciclovia com cerca de 2 km ligando o parque da Cidade ao parque da Pasteleira, e deste, uma outra que o ligou à ciclovia da marginal que vai da Foz à Ponte D. Luís.

## Espécies presentes no parque
- Pinheiro-bravo (Pinus pinaster)
- Rododendro (Rhododendron ponticum)
- Sobreiro (Quercus suber)[4]